# مکس گراندمن
مکس گراندمن (انگلیسی: Max Grundmann؛ زادهٔ ۱۶ اوت ۱۹۹۸) بازیکن فوتبال اهل آلمان است.
از باشگاه‌هایی که در آن بازی کرده‌است می‌توان به باشگاه فوتبال انرژی کوتبوس اشاره کرد.